# Spicellum roseum
Spicellum roseum är en svampart som beskrevs av Nicot & Roquebert 1976. Spicellum roseum ingår i släktet Spicellum, ordningen köttkärnsvampar, klassen Sordariomycetes, divisionen sporsäcksvampar och riket svampar.   Inga underarter finns listade i Catalogue of Life.